# Богдановский, Владимир Иванович
Влади́мир Ива́нович Богдано́вский (род. 30 июня 1953, Карталы, Челябинская область) — директор Исторического музея Южного Урала (2004—2024), издатель, фотохудожник и организатор фотографии. Заслуженный работник культуры РФ (2012), почётный член Союза фотохудожников России, председатель Челябинского отделения Союза фотохудожников России (1991), действительный член Академии Российских энциклопедий (2003), лауреат Государственной премии Челябинской области (2005).

## Биография
Родился в городе Карталы на юге Челябинской области. Окончил Магнитогорское педагогическое училище (1971) и Челябинский государственный институт культуры (1992).
В 1983 году организовал «Клуб любителей фотографии». В этом же году возглавил народную фотостудию «Каменный пояс».
В 2004 году стал директором Челябинского областного краеведческого музея (с 2016 года — Государственный исторический музей Южного Урала).

### Детство
Вскоре после рождения сына семья В. И. Богдановского переехала в деревню. Отец был краснодеревщиком; работал трактористом.
Мать Анна Михайловна также работала в совхозе; ещё в детстве у неё обнаружились способности к изобразительному творчеству. Как пишет в воспоминаниях сама Анна Михайловна, её способности к рисованию передались четверым сыновьям.
Владимир Богдановский реализовал свои способности как фотохудожник. «Мама очень любила делать что-то красивое, а я за этим наблюдал. Наверное, эта мамина тяга к красоте, а еще роскошная природа сыграли свое дело», — вспоминал он.

### Фотохудожник и организатор фотографии
Владимир Богдановский увлекся фотографией в годы учебы в педагогическом училище в Магнитогорске. Затем, переехав в Челябинск, уже профессионально работал фотографом. Занимался в фотоклубе при редакции газеты «Челябинский рабочий». В 1982 году появилась его первая альбомная публикация в книге «Опорный край державы» (1982, Южно-Уральское книжное издательство).
В 1983 году вместе с другими молодыми фотографами создал творческое объединение «Каменный пояс». Здесь можно было реализовать свои представления о фотоискусстве. Молодые фотографы имели иные творческие приоритеты, нежели газетные фотокоры. В центре внимания Владимира Богдановского была и остается природа Южного Урала. По его словам, вдохновлялся и учился у художников-передвижников.
С 1990 года — член Союза фотохудожников России. В 1991 году выступил соорганизатором Челябинского регионального отделения Союза фотохудожников, является его председателем.
Автор трех фотоальбомов, посвященных красоте природы: «Ландшафты Южного Урала», «Времена года», «Красивейшие места мира». Помимо фотографического творчества реализовал несколько масштабных выставочных проектов. Среди них обменные творческие визиты и выставки фотографов «Каменного пояса» в городах Копенгаген (Дания, 1990), Прага (Чехия, 1992), Сан-Франциско (США, 1992), Дюссельдорф (Германия, 1998), Фрибург (Швейцария, 1998). Был в числе организаторов и участников более 300 фотовыставок в Челябинске, «Трагедия в Аше» (1989), «Природа и мы» (1996), «1000-летие Крещения Руси» (2000). В 2016 году в Мадриде в галерее Clorofila Digital открылась выставка «Красивый и могучий Южный Урал», в следующем году выставка была представлена в испанском городе Ла-Корунья.
В октябре 2018 года в японском городе Мацуяма (столица префектуры Эхимэ) прошла организованная Владимиром Богдановским выставка «Первозданная Россия. Южный Урал». Мероприятие состоялось в рамках перекрестного года России и Японии.
Является автором и организатором ежегодного фотографического фестиваля «Фотофест», который проводится в Челябинской области с 2010 года. В 2012 году фестиваль получил статус международного. Центральным событием фестиваля является традиционный суточный фотомарафон «Один день из жизни…».
В 2019 году выступил директором Международного фотосалона Grand Eurasia, проходившего под патронажем Международной федерации фотографического искусства (FIAP) и Американского фотографического общества (PSA).
В 2020 году при активном содействии Владимира Богдановского в Челябинске, на базе Исторического музея Южного Урала состоялись судейство и итоговая выставка 20-й Биеннале FIAP на тему природной фотографии.

### Издательская деятельность
Богдановский — автор проектов и составитель фотоальбомов «Челябинская область» (1999), «Челябинск-2000» (2000), «Из глубины веков и недр. 300-летие горно-геологической службы России» (2000). Отдельно стоит отметить пятитомный проект «Челябинская область в фотографиях. 1900—1920» (2000). Его основу составили архивные снимки, которые были оцифрованы и обработаны до альбомного качества. Принципиальное отличие проекта от многих подобных изданий, во-первых, широкий временной охват, а во-вторых, по-настоящему исторический подход. Это не всегда «парадные» снимки, не «отчет о достижениях», но честный взгляд на нашу историю. Издание вошло в шорт-лист 16-й Московской международной книжной выставки-ярмарки, экспонировался на Франкфуртской книжной ярмарке.
Самыми значительными издательскими проектами, руководителем которых являлся В. И. Богдановский, стали энциклопедия «Челябинск» и семитомная энциклопедия «Челябинская область».
Энциклопедия «Челябинск» увидела свет в 2001 году в издательстве «Каменный пояс». Ее составителями стали краевед В. С. Боже и редактор В. А. Черноземцев, статьи готовили 777 авторов.
В 2003 году началась работа над созданием энциклопедии «Челябинская область». В. И. Богдановский стал исполнительным директором проекта. Были созданы 43 общественных редакции на местах, которые возглавили главы муниципальных образований, для творческих коллективов были специально разработаны методические материалы и шаблоны по написанию статей и обзоров. В энциклопедии 20 525 статей и к ним 9269 иллюстраций, среди которых есть уникальные материалы. В подготовке энциклопедии приняли участие более 3 тысяч авторов: научная элита Южного Урала, лучшие специалисты, эксперты, энтузиасты из глубинки, сельские краеведы.
Сейчас я понимаю, что люди стремились сохранить на страницах энциклопедии то время, что исчезало безвозвратно. Эпоха уходила! И все, кто жил и чего-то добился в СССР, хотели, чтобы от них что-то осталось в вечности. На каждом заводе, в каждом институте находились знатоки их истории. Мы объединили все партии, и либералов, и коммунистов, все общественные организации. 34 редакции энциклопедии работали на общественных началах в городах области. Было желание, были люди. Повторить такое уже, наверное, невозможно, люди ушли.

### Директор Государственного исторического музея Южного Урала
В ноябре 2004 года губернатор Челябинской области Петр Сумин предложил В. И. Богдановскому возглавить областной краеведческий музей. Ранее было принято решение построить новое здание музея, что стало прецедентом: в постперестроечное время нигде в России музеи не строились.
Музей, по убеждению В. И. Богдановского, — это не коробка здания, где идет какая-то тихая малозаметная жизнь, а центр творческой жизни. По его мнению, экспозиции должны постоянно меняться, как и подходы к работе.
Жизнь в музее должна быть современной. Новое поколение ищет чего-то нового, другого, необычного. Нужно соответствовать запросам этой аудитории. У молодых сам ритм жизни совсем другой, чем у старшего поколения. Поэтому мы здесь завели видео, звук. А для пожилых поставили сиденья. Чтобы было где отдохнуть. Человек присел, а у него перед глазами экран. И там идёт краеведческий фильм. Мы проводили и проводим выставки фотографов, графиков, художников, дизайнеров. Самое главное, что к нам приходят творческие люди, которым участвовать в таких проектах интересно.
По инициативе В. И. Богдановского началась перепланировка и частичная перестройка некоторых помещений, в результате чего появились 4 экспозиционных зала в цоколе.
Особое место в системе музея занимает Детский музей, где проходят выставки, практические занятия для ребят и лекции для родителей. Он занимает около 5 % от общей выставочной площади. Это синтез музея, театра и игровой площадки. Уникальность Детского музея еще и в том, что здесь нет запрета «руками не трогать». Идея создания такого «музея в музее» также принадлежит В. И. Богдановскому.
Только за первые три года работы музея в новом здании прошло 105 выставок, к 2017 году их количество увеличилось до 70 в год.
В 2007 году Челябинский музей был признан лучшим среди музеев России на конкурсе «Музей года. Евразия». Также в 2007 году по результатам соцопроса среди жителей Челябинска музей был признан лучшим учреждением культуры города.
Я по мероприятиям в музее знаю: если только наши сотрудники прибежали посмотреть на новую выставку, бросив все дела, успех гарантирован. Если это казенное мероприятие, если готовим „для кого-то“, то так же вяло отреагирует и тот, для кого его готовили. А еще можно вспомнить, что всего несколько лет назад многие люди просто не знали, где находится краеведческий музей. Даже один мой товарищ, который жил буквально над музеем. Теперь у нас новое прекрасное здание. Новая команда. Новый подход к работе. Новый имидж.
В 2013 году решением Министерства культуры Челябинской области творческое объединение «Каменный пояс» стало структурным подразделением музея. Это ещё более расширило направления деятельности музея, в частности в издательском деле, в деле пополнения архива фотографий, организации передвижных выставок, мероприятий и т. д.
Челябинский областной краеведческий музей, ставший в конце 2011 года Челябинским государственным краеведческим музеем, а в 2016 году — Государственным историческим музеем Южного Урала, является методическим центром для музеев Челябинской области.
В ноябре 2015 года прошел первый ежегодный фестиваль современного искусства «Дебаркадер», ставший ежегодным. В его программе выставки, инсталляции, перформансы, театральные спектакли.
Такой фестиваль современного искусства я увидел в Мадриде. И мне захотелось сделать нечто подобное в Челябинске. Здесь не было этого давным-давно.
В годовщину падения метеорита Челябинск Богдановский выступил в качестве автора и руководителя проекта всероссийской конференции «Метеорит Челябинск. Год на Земле».
В 2021 году, в преддверии 285-летия Челябинска Владимир Богдановский инициировал и возглавил музейный проект по возрождению в стенах особняка Шиховых-Покровских клуба Челябинского общественного собрания — центра культурной жизни уездного Челябинска конца XIX — начала XX в.
Сейчас здание принадлежит музею, и как только у нас появилась возможность, мы решили сделать такой подарок к юбилею города — возродить зал Общественного собрания и вновь проводить встречи в его стенах. Работы ведутся за счет средств, заработанных музеем на продаже билетов. Таким образом, здесь есть вклад всех челябинцев, побывавших в музее. И всем им я хочу сказать спасибо.
С началом пандемии COVID-19, когда культурные учреждения Челябинской области были временно закрыты для посетителей, решением В. И. Богдановского мероприятия Государственного исторического музея Южного Урала стали проходить в онлайн-формате (документальные фильмы, видеолекции, виртуальные экскурсии и т. д.), что позволило не только сохранить, но и расширить аудиторию музея и в последующем достичь наивысших показателей посещаемости за все годы существования музея, которая по итогам 2021 года составила 250 000 человек.

### Награды и звания
- В составе коллектива редакции энциклопедии «Челябинск» удостоен звания победителя конкурса «Человек года» (2001) в номинации «Научная деятельность»
- Благодарности Губернатора Челябинской области (2003, 2007)
- наградной знак Министерства культуры РФ «За достижения в культуре» (2003)
- памятная медаль Международной Академии Наук о Природе и Обществе «За развитие культуры и искусства» (2003)
- действительный член Академии Российских энциклопедий (2003)
- лауреат Государственной премии Челябинской области (2005)
- почетная медаль Академии Российских энциклопедий «За вклад в развитие энциклопедической науки» (2008)
- Почетная грамота Российского комитета Международного совета музеев (2008)
- Заслуженный работник культуры РФ (2012)
- памятная медаль «Патриот России» (2013)
- Великой княгиней Марией Владимировной награжден правом ношения медали императорского ордена Святой Анны (2013)
- Медаль «За заслуги перед Челябинской областью» II степени (27 июня 2023) — за многолетний добросовестный труд, большой личный вклад в развитие культуры и искусства, способствующий процветанию Челябинской области